# Request + Line
Request + Line è un singolo del gruppo musicale statunitense Black Eyed Peas, pubblicato nel 2001 ed estratto dall'album Bridging the Gap. 
Il brano vede la partecipazione della cantante statunitense Macy Gray.

## Tracce
- CD (UK)

1. Request + Line - 3:53
2. Request + Line (Trackmasters Remix) - 3:50
3. Joints & Jam (The Joint Mix) - 3:37
4. Request + Line (Music Video)

- CD (USA)

1. Request + Line - 3:53
2. Request + Line (Instrumental) - 3:56
3. Request + Line (Trackmasters Remix) - 3:51
4. Request + Line (Will.I.Am Remix) - 4:22

## Video
Il videoclip della canzone è stato diretto da Joseph Kahn.

## Classifiche
| Classifica (2001) | Posizione raggiunta |
| ----------------- | ------------------- |
| Regno Unito       | 31                  |
| Stati Uniti       | 63                  |